# ضغط (تمرين)

صورة متحركة توضح كيفية تنفيذ الضغط.

الدفع الصاعد أو تمرين الضغط هو تمرين شائع يتم تطبيقه بالتمدد على الأرض والوجه إلى أسفل ثم رفع الجسم بدفع اليدين عن طريق ضغط الأرض. يركز تمرين الضغط على تطوير العضلة الصدرية الكبيرة والعضلة ثلاثية الرؤوس العضدية، و على تنمية وتطوير بعض العضلات الدالية، العضلة المنشارية الأمامية، والعضلة الغرابية العضدية.
الضغط تمرين أساسي للرياضيين والمدربين الرياضيين ويستخدم كثيرا في التدريبات العسكرية وهو عقاب شائع في المؤسسات العسكرية والمادة الرياضية في المدارس.

## الأنواع

الهندوسية دفع ما يصل ، المعروف أيضا باسم داند. هذه هي النسخة الأساسية ، على غرار النسخة المستخدمة من قبل بروس لي الذي أشار إليها باعتبارها امتداد القط.

أغلبية هذه الأنواع يمكن عملها مع وضع الركبتين في الأرض للمبتدئين أو للتسخين أو للتدرب على المقاومة للمتوسطين
1. الضغط بذراعين مفتوحتين للتركيز على العضلة الصدرية الكبيرة
2. وضعية المثلث (تلامس اليدين) للتركيز علي العضلة ثلاثية الرؤوس العضدية
3. الوقوف على اليدين للتركيز على الكتفين
4. الضغط الهندي[5] أيضا للكتفين لكنه أسهل وهو تمرين مهم للمصارعين
5. القفز مع تصفيق اليدين
6. وضعية الرجل العنكبوت
7. مد اليدين إلى الأمام (تسمى أيضا ضغط لالان)
8. يد واحدة
9. يد واحدة ورجل واحدة
10. ظهر اليد أو اليدين
11. بالقبضة أو القبضتين يقوم بها خاصة ممارسو الفنون القتالية خاصة الملاكمون
12. على أصابع اليدين
13. بأصبعين : السبابة والإبهام
14. بأصبع واحد

### الأرقام القياسية
يعتبر القيام بـ 100 ضغطة على التوالي إنجازا جيدا يدل على اللياقة البدنية الحسنة إلا أن الأرقام القياسية أصعب من ذلك بكثير:
| نوع الضغط                    | العدد | صاحب الرقم    | بلد الأصل | التاريخ        |
| ---------------------------- | ----- | ------------- | --------- | -------------- |
| الضغط العادي دون توقف        | 10507 | مينورو يوشيدا | اليابان   | أكتوبر 1980    |
| الضغط لمدة ساعة              | 3877  | بيجندر سينگه  | الهند     | 20 سبتمبر 1988 |
| لمدة ساعة امرأة              | 1020  | أليسيا وبر    | و.م.أ.    | 13 اوت 2011    |
| يد واحدة لساعة               | 2521  | پادي دويل     | بريطانيا  | 12 فيفري 1990  |
| يد واحدة 10 دقائق            | 546   | دوگ پرودن     | كندا      | 30 جويلية 2003 |
| على ظهور اليدين لساعة        | 1940  | پادي دويل     | بريطانيا  | 8 نوفمبر 2007  |
| أصبع واحدة دون توقف          | 124   | پول لينش      | بريطانيا  | 21 أفريل 1992  |
| على الأصابع العشر لـ 5 ساعات | 8200  | تيري كول      | بريطانيا  | 11 ماي 1996    |